# Natação no Campeonato Mundial de Esportes Aquáticos de 2011 - 100 m peito feminino
A prova dos 100 metros nado peito feminino da natação no Campeonato Mundial de Esportes Aquáticos de 2011 ocorreu nos dias 25 de julho e 26 de julho no Shanghai Oriental Sports Center  em Xangai.

## Recordes
Antes desta competição, os recordes mundiais e do campeonato nesta prova eram os seguintes:
| Tipo                  | Atleta        | Tempo   | Local       | Data                |
| --------------------- | ------------- | ------- | ----------- | ------------------- |
|                       | Jessica Hardy | 1:04.45 | Federal Way | 7 de agosto de 2009 |
| Recorde do campeonato | Rebecca Soni  | 1:04.84 | Roma        | 27 de julho de 2009 |

## Medalhistas
| Ouro               | Prata              | Bronze          |
| Rebecca Soni (USA) | Leisel Jones (AUS) | Ji Liping (CHN) |

## Resultados

### Eliminatórias
46 nadadoras  de 39 nações participaram da prova. As 16 melhores competidoras se classificaram para as semifinais.
| Pos. | Bateria | Raia | Nadadora                | Nacionalidade  | Tempo   | Notas |
| ---- | ------- | ---- | ----------------------- | -------------- | ------- | ----- |
| 1    | 6       | 4    | Rebecca Soni            | Estados Unidos | 1:05.54 | Q     |
| 2    | 6       | 5    | Ji Liping               | China          | 1:07.10 | Q     |
| 3    | 6       | 7    | Sarah Poewe             | Alemanha       | 1:07.38 | Q     |
| 4    | 4       | 5    | Satomi Suzuki           | Japão          | 1:07.39 | Q     |
| 5    | 5       | 6    | Jillian Tyler           | Canadá         | 1:07.67 | Q     |
| 6    | 5       | 4    | Leisel Jones            | Austrália      | 1:07.72 | Q     |
| 7    | 5       | 3    | Rikke Pedersen          | Dinamarca      | 1:07.80 | Q     |
| 7    | 6       | 3    | Jennie Johansson        | Suécia         | 1:07.80 | Q     |
| 9    | 4       | 4    | Yuliya Yefimova         | Rússia         | 1:07.81 | Q     |
| 10   | 4       | 3    | Sun Ye                  | China          | 1:07.96 | Q     |
| 11   | 5       | 5    | Leiston Pickett         | Austrália      | 1:08.06 | Q     |
| 12   | 5       | 2    | Moniek Nijhuis          | Países Baixos  | 1:08.16 | Q     |
| 13   | 4       | 2    | Marina Garcia Urzainque | Espanha        | 1:08.42 | Q     |
| 14   | 6       | 6    | Amanda Beard            | Estados Unidos | 1:08.51 | Q     |
| 15   | 4       | 1    | Petra Chocova           | Chéquia        | 1:08.58 | Q     |
| 16   | 4       | 6    | Joline Höstman          | Suécia         | 1:08.63 | Q     |
| 17   | 6       | 1    | Sara El Bekri           | Marrocos       | 1:08.96 |       |
| 18   | 3       | 4    | Stacey Tadd             | Reino Unido    | 1:09.08 |       |
| 19   | 5       | 7    | Daria Deeva             | Rússia         | 1:09.12 |       |
| 20   | 4       | 8    | Kim Janssens            | Bélgica        | 1:09.25 |       |

| Ver o restante da classificação | Ver o restante da classificação | Ver o restante da classificação | Ver o restante da classificação | Ver o restante da classificação | Ver o restante da classificação | Ver o restante da classificação |
| Pos.                            | Bateria                         | Raia                            | Nadadora                        | Nacionalidade                   | Tempo                           | Notas                           |
| ------------------------------- | ------------------------------- | ------------------------------- | ------------------------------- | ------------------------------- | ------------------------------- | ------------------------------- |
| 21                              | 6                               | 2                               | Tianna Rissling                 | Canadá                          | 1:09.29                         |                                 |
| 22                              | 3                               | 2                               | Jenna Laukkanen                 | Finlândia                       | 1:09.39                         | Recorde nacional                |
| 23                              | 5                               | 1                               | Chiara Boggiatto                | Itália                          | 1:09.50                         |                                 |
| 24                              | 4                               | 7                               | Rie Kaneto                      | Japão                           | 1:09.56                         |                                 |
| 25                              | 3                               | 6                               | Suzaan van Biljon               | África do Sul                   | 1:09.64                         |                                 |
| 26                              | 3                               | 3                               | Hrafnhildur Luthersdottir       | Islândia                        | 1:09.82                         | Recorde nacional                |
| 27                              | 3                               | 8                               | Sycerika McMahon                | Irlanda                         | 1:09.91                         |                                 |
| 28                              | 5                               | 8                               | Back Su-Yeon                    | Coreia do Sul                   | 1:10.00                         |                                 |
| 29                              | 2                               | 3                               | Evghenia Tanasienco             | Madagáscar                      | 1:11.03                         |                                 |
| 30                              | 3                               | 5                               | Stephanie Spahn                 | Suíça                           | 1:11.13                         |                                 |
| 31                              | 6                               | 8                               | Sara Nordenstam                 | Noruega                         | 1:11.33                         |                                 |
| 32                              | 2                               | 4                               | Danielle Beaubrun               | Santa Lúcia                     | 1:11.34                         | Recorde nacional                |
| 33                              | 3                               | 7                               | Tanja Smid                      | Eslovênia                       | 1:12.12                         |                                 |
| 34                              | 2                               | 5                               | Anastasia Christoforou          | Chipre                          | 1:13.15                         |                                 |
| 35                              | 2                               | 6                               | Patricia Casellas               | Porto Rico                      | 1:13.16                         | Recorde nacional                |
| 36                              | 3                               | 1                               | Carolina Mussi                  | Brasil                          | 1:13.66                         |                                 |
| 37                              | 2                               | 1                               | Ivana Ninkovic                  | Bósnia e Herzegovina            | 1:14.32                         | Recorde nacional                |
| 38                              | 2                               | 8                               | Matelita Buadromo               | Fiji                            | 1:14.70                         |                                 |
| 39                              | 2                               | 2                               | Daniela Lindemeier              | Namíbia                         | 1:15.64                         |                                 |
| 40                              | 2                               | 7                               | Jessica Stephenson              | Guiana                          | 1:16.54                         |                                 |
| 41                              | 1                               | 3                               | Pilar Shimizu                   | Guam                            | 1:21.19                         |                                 |
| 42                              | 1                               | 5                               | Oksana Hatamkhanova             | Azerbaijão                      | 1:22.66                         |                                 |
| 43                              | 1                               | 6                               | Mariana Henriques               | Angola                          | 1:26.27                         |                                 |
| 44                              | 1                               | 4                               | Ouyngerel Hantumur              | Mongólia                        | 1:28.86                         |                                 |
| 45                              | 1                               | 2                               | Antoinette Guedia Mouafo        | Camarões                        | 1:30.56                         |                                 |
| 46                              | 1                               | 7                               | Dede Camara                     | Guiné                           | 1:40.16                         |                                 |

### Semifinal
Estes são os resultados das semifinais. 

#### Semifinal 1
| Pos. | Raia | Nadadora         | Nacionalidade  | Tempo   | Notas |
| ---- | ---- | ---------------- | -------------- | ------- | ----- |
| 1    | 3    | Leisel Jones     | Austrália      | 1:06.66 | Q     |
| 2    | 4    | Ji Liping        | China          | 1:07.09 | Q     |
| 3    | 2    | Sun Ye           | China          | 1:07.25 | Q     |
| 4    | 7    | Moniek Nijhuis   | Países Baixos  | 1:07.60 | Q     |
| 5    | 5    | Satomi Suzuki    | Japão          | 1:07.68 |       |
| 6    | 6    | Jennie Johansson | Suécia         | 1:08.02 |       |
| 7    | 8    | Joline Höstman   | Suécia         | 1:08.55 |       |
| 8    | 1    | Amanda Beard     | Estados Unidos | 1:08.64 |       |

#### Semifinal 2
| Pos. | Raia | Nadadora                | Nacionalidade  | Tempo   | Notas            |
| ---- | ---- | ----------------------- | -------------- | ------- | ---------------- |
| 1    | 4    | Rebecca Soni            | Estados Unidos | 1:04.91 | Q                |
| 2    | 6    | Rikke Pedersen          | Dinamarca      | 1:07.13 | Q                |
| 3    | 3    | Jillian Tyler           | Canadá         | 1:07.28 | Q                |
| 4    | 2    | Yuliya Yefimova         | Rússia         | 1:07.53 | Q                |
| 5    | 7    | Leiston Pickett         | Austrália      | 1:07.87 |                  |
| 6    | 5    | Sarah Poewe             | Alemanha       | 1:08.38 |                  |
| 7    | 8    | Petra Chocova           | Chéquia        | 1:08.40 | Recorde nacional |
| 8    | 1    | Marina Garcia Urzainque | Espanha        | 1:08.81 |                  |

### Final
Estes são os resultados da final.
| Pos.              | Raia | Nadadora        | Nacionalidade  | Tempo   | Notas |
| ----------------- | ---- | --------------- | -------------- | ------- | ----- |
| Medalha de ouro   | 4    | Rebecca Soni    | Estados Unidos | 1:05.05 |       |
| Medalha de prata  | 5    | Leisel Jones    | Austrália      | 1:06.25 |       |
| Medalha de bronze | 3    | Ji Liping       | China          | 1:06.52 |       |
| 4                 | 1    | Yuliya Yefimova | Rússia         | 1:06.56 |       |
| 5                 | 2    | Sun Ye          | China          | 1:07.08 |       |
| 6                 | 6    | Rikke Pedersen  | Dinamarca      | 1:07.28 |       |
| 7                 | 7    | Jillian Tyler   | Canadá         | 1:07.64 |       |
| 8                 | 8    | Moniek Nijhuis  | Países Baixos  | 1:07.97 |       |

Legenda
| Recorde mundial       | Recorde mundial (World record)               |                       | Recorde africano                      | Recorde africano (African) |                                           | Q | Classificado por posição (Qualified) |
| Recorde do campeonato | Recorde do campeonato (Championship record)  | Recorde da América    | Recorde da América (Americas)         | q                          | Classificado por melhor tempo (Qualified) |   |                                      |
| Melhor marca do ano   | Melhor marca do ano (World leading)          | Recorde asiático      | Recorde asiático (Asian)              | DNS                        | Não largou (Did not start)                |   |                                      |
| Recorde nacional      | Recorde nacional (National record)           | Recorde europeu       | Recorde europeu (European)            | DNF                        | Não terminou (Did not finish)             |   |                                      |
| Recorde pessoal       | Recorde pessoal do atleta (Personal best)    | Recorde da Oceania    | Recorde da Oceania (Oceania)          | DSQ / DQ                   | Desclassificado (Disqualified)            |   |                                      |
| Recorde da temporada  | Recorde da temporada do atleta (Season best) | Recorde sul-americano | Recorde sul-americano (South America) | NM                         | Sem marca (No mark)                       |   |                                      |